# Sonny Carter
Manley Lanier "Sonny" Carter Jr. (Macon, 15 de agosto de 1947 - Brunswick, 5 de abril de 1991) fue un químico estadounidense, médico, jugador de fútbol profesional, oficial naval y aviador, piloto de pruebas y astronauta de la NASA. quien voló en STS-33.

## Servicio de la marina
En 1974, ingresó a la Marina de los EE. UU. y completó la escuela de cirujano de vuelo en Pensacola, Florida. Después de realizar giras como cirujano de vuelo con el primer y tercer ala de aviones marinos, regresó al entrenamiento de vuelo en Beeville, Texas, y fue designado aviador naval el 28 de abril de 1978. Fue asignado como el oficial médico superior del portaaviones USS Forrestal, y en marzo de 1979 completó el entrenamiento F-4 en VMFAT-101 en la Estación Aérea del Cuerpo de Marines de Yuma, Arizona. Posteriormente fue reasignado como piloto de combate, volando F-4 Phantoms con el Marine Fighter Attack Squadron 333 (VMFA-333) en MCAS Beaufort, Carolina del Sur. En 1981, completó un crucero por el Mediterráneo de nueve meses a bordo del USS Forrestal con VMFA-115. En septiembre de 1982, asistió a la Escuela de Armas de Caza de la Armada de los EE. UU. (TOPGUN) y luego se desempeñó como el segundo oficial de estandarización del Ala de Aviones Marinos y evaluador de preparación para el combate F-4 en MCAS Cherry Point, Carolina del Norte. Luego asistió a la Escuela de Pilotos de Pruebas Navales de EE. UU., donde se graduó en junio de 1984.
Logró 3.000 horas de vuelo y 160 aterrizajes en portaaviones.

## STS-33
Carter fue asignado como representante de Actividad Extravehicular (EVA) para la Rama de Desarrollo de Misión de la Oficina de Astronautas cuando fue seleccionado para la tripulación del STS-33. La tripulación STS-33 se lanzó desde el Centro Espacial Kennedy, Florida, en la noche del 22 de noviembre de 1989, a bordo del transbordador espacial Discovery. La misión transportaba cargas útiles del Departamento de Defensa y otras cargas secundarias. Después de 79 órbitas de la tierra, esta misión de cinco días concluyó el 27 de noviembre de 1989 con un aterrizaje de superficie dura en la Pista 04 en la Base Edwards de la Fuerza Aérea, California. Carter registró 120 horas en el espacio.

## Muerte
Carter murió en el Vuelo 2311 de Atlantic Southeast Airlines, el cual se estrelló al norte de Brunswick, mientras se aproximaba al aeropuerto para aterrizar.
En el momento de su muerte, en abril de 1991, Carter fue asignado como Especialista de Misión 3 en la tripulación de STS-42 Discovery, el primer Laboratorio Internacional de Microgravedad (IML-1). Su lugar fue ocupado por Dave Hilmers.